# Chaenostoma patrioticum
Chaenostoma patrioticum är en flenörtsväxtart som först beskrevs av William Philip Hiern, och fick sitt nu gällande namn av Kornhall. Chaenostoma patrioticum ingår i släktet Chaenostoma och familjen flenörtsväxter. Inga underarter finns listade i Catalogue of Life.